# Плоше, Гари
Леон Гари Плоше (англ. Leon Gary Plauché; 10 ноября 1945, Батон-Руж — 20 октября 2014) — житель штата Луизиана, получивший известность после убийства Джеффа Дусе, насильника своего сына, совершённого 16 марта 1984 года.

## Биография

### Ранние годы
Родился в Батон-Руже. Служил в ВВС США, затем работал пилотом гражданской авиации и охранником.

### Похищение сына
В феврале 1984 года 25-летний Джефф Дусе, инструктор по карате, похитил 11-летнего сына Плоше, увезя его в Калифорнию. Позже выяснилось, что Дусе два года подвергал мальчика сексуальному насилию.

### Убийство Дусе
16 марта 1984 года при конвоировании Дусе через аэропорт Батон-Ружа Плоше выстрелил ему в голову. Инцидент был заснят телекамерами.

### Суд
Плоше признали виновным в непредумышленном убийстве. С учётом обстоятельств он получил 7 лет условно.

## Последние годы и смерть
В возрасте 67 лет Плоше дал интервью, в котором заявил, что не жалеет об убийстве Дусе и сделал бы это снова.
В 2011 году у Плоше случился первый инсульт. Он умер в 2014 году в доме престарелых после очередного инсульта в возрасте 68 лет.

## В массовой культуре
- Документальный фильм «Убийство в прямом эфире» (2015)
- Подкаст «Casefile True Crime[англ.]» (2018)

В августе 2019 года его сын Джоди выпустил книгу «„Почему, Гари, почему?“: История Джоди Плаше». В 2024 году Джоди дал интервью The Mirror US, в котором заявил, что доволен своей жизнью и считает своего отца «величайшим отцом всех времён».